# Pluvialis
A Pluvialis a madarak (Aves) osztályába, a lilealakúak (Charadriiformes) rendjébe, ezen belül a lilefélék (Charadriidae) családjába tartozó nem. Egyes szervezetek a Pluvialidae családba sorolják egyetlen nemként.

## Rendszerezésük
A nemet Mathurin Jacques Brisson írta le 1760-ban, az alábbi 4 faj tartozik ide:
- aranylile (Pluvialis apricaria)
- ázsiai pettyeslile (Pluvialis fulva)
- amerikai pettyeslile (Pluvialis dominica)
- ezüstlile (Pluvialis squatarola)